# Vieux hégéliens
Les vieux hégéliens (Althegelianer), appelés aussi hégéliens de droite (Rechtshegelianer) ou droite hégélienne (die Hegelsche Rechte), sont les adeptes du philosophe allemand Georg Hegel, au début du XIXe siècle, qui donnent à sa philosophie une orientation politiquement et religieusement conservatrice. On les oppose généralement aux jeunes hégéliens, qui interprètent la philosophie politique de Hegel comme favorable à la politique ou à la religion progressiste.

## Aperçu
L'historicisme de Hegel soutient que les idées et les institutions ne peuvent être comprises qu'en comprenant leur histoire. Tout au long de sa vie, Hegel se dit luthérien orthodoxe. Il consacre une attention considérable à l'absolu,  c'est-à-dire à l'esprit infini responsable de la totalité de la réalité - quelque chose comme Dieu, mais pas le Dieu du théisme classique. Cet esprit s'exprime pleinement dans la réalité historique de l'État moderne. Dans sa Philosophie du droit, Hegel écrit que :

« L'État est absolument rationnel dans la mesure où il est l'actualité de la volonté substantielle qu'il possède dans la conscience de soi particulière une fois que cette conscience a été élevée à la conscience de son universalité. Cette unité substantielle est une fin en soi absolument immuable, dans laquelle la liberté entre dans son droit suprême. D'autre part, cette fin finale a un droit suprême contre l'individu, dont le devoir suprême est d'être membre de l'État. »

— Philosophie du droit, "L'État"
La droite hégélienne développe cette conception de l'étatisme, s'en emparant comme une affirmation de la politique établi et de la religion orthodoxe. L'historicisme de Hegel peut être lu comme affirmant l'inévitabilité historique des institutions modernes ; une nation est un idéal, existant dans l'idéalisme hégélien au-dessus et autour des personnes qui la constituent. Plaider pour un changement politique, c'est attaquer l'idéal de l'État national. Les hégéliens de droite croient que les sociétés européennes avancées, telles qu'elles existent dans la première moitié du XIXe siècle, constituent le sommet de tout développement social, le produit de la dialectique historique qui a existé jusqu'à présent. La plupart font l'éloge de l'État prussien, qui jouit d'un vaste système de fonction publique, de bonnes universités, de l'industrialisation et d'un taux d'emploi élevé, comme étant l'apogée du progrès et de l'incarnation du Zeitgeist.
De nombreux membres de la droite hégélienne poursuivent des carrières éminentes dans les universités publiques ou dans l'Église luthérienne. En tant qu'école, ils sont étroitement associés à l'université de Berlin et y occupent de nombreuses chaires de philosophie et de théologie.
Les philosophes de la droite hégélienne ont généralement été négligés ; leur renommée, sinon leur réputation, a été éclipsée par les jeunes hégéliens, dont Bruno Bauer et Karl Marx. Ils laissent leur marque principalement dans le domaine de la théologie. Leurs efforts n'ont pas l'effet voulu de renforcer le sentiment du caractère inévitable de la foi en tant que produit de l'histoire ; ils sont plutôt les premiers à introduire l'exégèse historico-critique de la Bible en démontrant l'influence d'une époque sur le développement du christianisme. Parmi les autres membres de la droite hégélienne figure l'école Erlangen des néo-luthériens, dont l'influence se poursuit dans le luthéranisme confessionnel.

## Représentants
Les philosophes du camp de la droite hégélienne comprennent :
- Johann Philipp Gabler
- Hermann Friedrich Wilhelm Hinrichs
- Karl Daub
- Heinrich Leo
- Léopold von Henning
- Heinrich Gustav Hotho

D'autres penseurs ou historiens qui peuvent être inclus dans la droite hégélienne, avec quelques réserves, comprennent :
- Johann Karl Friedrich Rosenkranz
- Eduard Gans
- Karl Ludwig Michelet
- Philip Marheineke
- Wilhelm Vatke
- Johann Eduard Erdmann
- Eduard Zeller
- Albert Schwegler
- Hans Lassen Martensen

### Théologiens hégéliens

#### Rationaliste
- Carl Daub (de)
- Philip Marheineke
- Ferdinand Christian Baur
- Richard Adelbert Lipsius
- Otto Pfleiderer

#### École d'Erlangen
- GCA von Harless
- JWF Höfling
- Gottfried Thomasius
- JCK von Hofmann
- Franz Delitzsch
- KFA Kahnis
- Théodose Harnack
- CE Luthardt
- FHR von Frank
- Paul Althaus
- Werner Elert

## Théisme spéculatif
Le théisme spéculatif est un mouvement des années 1830 étroitement lié à l'hégélianisme de droite, mais qui s'en distingue. Ses partisans (Immanuel Hermann Fichte, Christian Hermann Weisse, Hermann Ulrici) s'unissent dans leur revendication pour récupérer le « Dieu personnel » après l'hégélianisme panlogiste. Le mouvement intègre des éléments d'antipsychologisme dans l'historiographie de la philosophie.